# بيتر ماكدونالد
بيتر ماكدونالد (بالإنجليزية: Peter MacDonald)‏ (17 نوفمبر 1980 بغلاسكو في المملكة المتحدة - ) هو لاعب كرة قدم بريطاني في مركز الهجوم. لعب مع سانت جونستون ونادي دندي ونادي غرينوك مورتون.

## وصلات خارجية
- بيتر ماكدونالد على موقع قاعدة بيانات كرة القدم.إي يو (الإنجليزية)
- بيتر ماكدونالد على موقع Soccerbase.com (لاعب) (الإنجليزية)
- بيتر ماكدونالد على موقع Soccerway.com (الإنجليزية)
- بيتر ماكدونالد على موقع عالم كرة القدم.نت (الإنجليزية)